# Cardiochiles mexicanus
Cardiochiles mexicanus är en stekelart som först beskrevs av Cresson 1873.  Cardiochiles mexicanus ingår i släktet Cardiochiles och familjen bracksteklar. Inga underarter finns listade.